# Ravnen og andre digte
Ravnen og andre digte er titlen på en digtsamling af den amerikanske forfatter og digter, Edgar Allan Poe. Digtsamlingen blev oprindeligt udgivet 1845 på engelsk under titlen The Raven and Other Poems. Bogen blev udgivet på dansk i 1995.[kilde mangler]
Bogen var dedikeret til Elizabeth Barrett og indeholdt en række af Poes digte, hvoraf nogle tidligere var blevet udgivet. Der findes i dag kun enkelte overlevende eksemplarer af originaludgaven.

## Digte
The Raven and Other Poems indeholdte digtene:
- The Raven
- The Valley of Unrest
- Bridal Ballad
- The Sleeper
- The Coliseum
- Lenore
- Catholic Hymn
- Israfel
- Dream-Land
- Sonnet — to Zante
- The City in the Sea
- To One in Paradise
- Eulalie — A Song
- To F——s S. O——-d
- To F——
- Sonnet — Silence
- The Conqueror Worm
- The Haunted Palace
- Scenes from "Politian"
- Sonnet — to Science
- Al Aaraaf
- Tamerlane
- A Dream
- Romance
- Fairy-land
- To ——
- To the River ——
- The Lake — To ——
- Song
- To Helen